# Petr Čech (Leichtathlet)
Petr Čech (* 6. Januar 1944 in Budyně nad Ohří; † 11. Dezember 2022) war ein tschechischer Hürdenläufer, der für die Tschechoslowakei startete.

## Karriere
Petr Čech erreichte 1972 bei den Halleneuropameisterschaften in Grenoble über 50 Meter Hürden das Halbfinale und wurde Achter bei den Olympischen Spielen in München über 110 Meter Hürden. Bei den Halleneuropameisterschaften 1973 in Rotterdam scheiterte er über 60 Meter Hürden in der ersten Runde. 1974 schied er bei den Halleneuropameisterschaften in Göteborg über 60 Meter Hürden im Vorlauf und bei den Europameisterschaften in Rom über 110 Meter Hürden im Halbfinale aus. Ein Jahr später kam er bei den Halleneuropameisterschaften in Mailand über 60 Meter Hürden erneut nicht über die erste Runde hinaus und erreichte bei den Europameisterschaften in Prag über 110 Meter Hürden das Halbfinale.
Je dreimal wurde Čech Tschechoslowakischer Meister über 110 Meter Hürden (1974, 1977, 1978) und Tschechoslowakischer Hallenmeister über 50 bnzw. 60 Meter Hürden (1972, 1974, 1978). Seine persönliche Bestzeit über 110 Meter Hürden von 13,5 s stellte er am 19. Juni 1973 in Prag auf.